# 이리남성여자고등학교
이리남성여자고등학교(裡里南星女子高等學校)는 대한민국 전북특별자치도 익산시 신동에 위치한 사립 고등학교이다.

## 학교 연혁
- 1946년 3월 5일 : 학원 설립
- 1958년 2월 15일 : 이리남성여자고등학교 6학급 인가
- 1961년 3월 20일 : 제1회 졸업식
- 1972년 3월 1일 : 중학교와 고등학교 분리
- 1978년 11월 3일 : 고등학교 24학급으로 학급 증설 인가
- 1980년 2월 22일 : 익산 남중동 254번지 교사로 이전
- 1985년 4월 30일 : 익산시 영등동 337-5번지 현 교사로 이전
- 1989년 11월 11일 : 손태희 선생 제5대 이사장으로 취임
- 1997년 4월 26일 : 춘전관 준공
- 2008년 3월 28일 : 기숙사(보영당) 준공
- 2013년 3월 1일 : 선진형교과교실제 및 자율학교 지정 운영
- 2018년 9월 1일 : 제18대 강응수 교장 취임
- 2024년 1월 25일 : 제64회 190명 졸업(19,369명)
- 2024년 3월 4일 : 입학식 190명 입학

## 참고 자료
- 이리남성여자고등학교 - 한국교육학술정보원 학교알리미